# Station Ribe Nørremark
Station Ribe Nørremark is een spoorweghalte aan de noordkant van de stad Ribe in het zuiden van Denemarken. De halte  werd geopend in 1985. Het station wordt bediend door de trein van Esbjerg naar Tønder. Op werkdagen rijdt ieder uur een trein naar Esbjerg, in de spits ieder half uur. Naar het zuiden rijdt ieder uur een trein.